# 강경원
강경원(姜京元, 1997년 11월 5일 ~ )은 대한민국의 걸 그룹 희나피아와 프리스틴의 전 멤버이다.

## 학력
- 정암초등학교 (졸업)
- 천곡중학교 (졸업)
- 한국예술고등학교 음악과 (졸업)
- 동덕여자대학교 방송연예과 (재학)

## 출연 작품

### 텔레비전 프로그램
- 2016년 Mnet 《PRODUCE 101》
- 2016년 FashionN 《화장대를 부탁해》

### 뮤직비디오
- 2016년 뉴이스트 '여왕의 기사'